# SQL CLR
SQL CLR je technologie od Microsoftu, která hostuje virtuální stroj .NET frameworku. Virtuální stroj poskytuje běh veškerého .NET framework kódu stejně jako například jazyk Java poskytuje běh aplikací zpracováváním tzv. bytecode. Hostování virtuálního stroje .NET v databázových serverech Microsoft SQL Server nabízí psaní vlastních SQL objektů v jazycích jako například C#, VB.NET a dalších z rodiny .NET jazyků. Mezi SQL objekty, které je možné vytvořit patří:
- Procedury (SP)
- Triggery
- Uživatelsky definované funkce
- Uživatelsky definované typy
- Uživatelsky definované agregační funkce

Využití technologie SQL CLR je prezentováno v následující ukázce. Ukázkový kód představuje jednoduchou třídu, která slouží k odesílání e-mailů. Jak je známo Microsoft SQL Server ve verzi Express neobsahuje interní podporu pro odesílání e-mailů pomocí T-SQL, to je možné pouze u verzí, jejichž součástí je služba SQL Server Agent. Nicméně podpora CLR virtuálního stroje je obsažena ve všech verzích, takže tato ukázka může sloužit i jako návod na to, jak Microsoft SQL Server Express doplnit o funkcionalitu odesílání e-mailů.

## Ukázka

### Nastavení prostředí
Pro vývoj SQL CLR objektů je potřeba mít nainstalovaný databázový server Microsoft SQL Server 2005 ve verzi Express a vyšší. Jako vývojové prostředí je nejlepší použít Microsoft Visual C# 2008 Express Edition. Pro správu databáze a testování SQL skriptů je dobré mít také nainstalovaný program Microsoft SQL Server Management Studio ve verzi 2005 a vyšší. Všechny zmíněné programy jsou dostupné ke stažení zdarma.

Ve výchozím nastavení Microsoft SQL Server je podpora SQL CLR zakázána. Je tedy potřeba ji nejprve povolit, k tomu slouží následující skript:

```
-- Enable CLR support

sp_configure
 
'show advanced options'
,
 
1
;

GO

RECONFIGURE
;

GO

sp_configure
 
'clr enabled'
,
 
1
;

GO

RECONFIGURE
;

GO

```

### Vytvoření CLR kódu
Ukázková aplikace je tvořena pouze jednou třídou. Používá základní knihovny .NET frameworku. SQL CLR integrace zajišťuje dostupnost jen některých knihoven. Jakmile by byla použita například knihovna System.Drawing, musela by se dodatečně nahrát i se všemi referencovanými knihovnami do SQL Serveru.
```
using
 
System
;

using
 
System.Data
;

using
 
System.Data.SqlClient
;

using
 
System.Data.SqlTypes
;

using
 
System.Net.Mail
;

using
 
System.Net
;

public
 
class
 
SendMail

{

    
/// <summary>

    
/// Sends e-mail using configuration from db extended properties

    
/// </summary>

    
public
 
static
 
void
 
Send
(
string
 
from
,
 
string
 
recipients
,
 
string
 
subject
,
 
string
 
body
)

    
{

        
// Create email message

        
using
 
(
MailMessage
 
message
 
=
 
new
 
MailMessage
(
from
,
 
recipients
))

        
{

            
message
.
BodyEncoding
 
=
 
System
.
Text
.
Encoding
.
UTF8
;

            
message
.
Subject
 
=
 
subject
;

            
message
.
Body
 
=
 
body
;

            
// Send e-mail

            
GetSmtpClient
().
Send
(
message
);

        
}

    
}

    
/// <summary>

    
/// Gets instance of SmtpClient class

    
/// </summary>

    
/// <returns></returns>

    
private
 
static
 
SmtpClient
 
GetSmtpClient
()

    
{

        
// Initialize SMTP client properties

        
string
 
smtpServer
 
=
 
GetExtendedProperty
(
"SmtpServer"
);

        
string
 
smtpUser
 
=
 
GetExtendedProperty
(
"SmtpUser"
);

        
string
 
smtpPassword
 
=
 
GetExtendedProperty
(
"SmtpPassword"
);

        
int
 
port
 
=
 
int
.
Parse
(
GetExtendedProperty
(
"SmtpPort"
)
 
??
 
"25"
);

        
bool
 
enableSsl
 
=
 
int
.
Parse
(
GetExtendedProperty
(
"SmtpEnableSsl"
)
 
??
 
"0"
)
 
==
 
1
;

        
SmtpClient
 
smtp
 
=
 
new
 
SmtpClient
(
smtpServer
);

        
if
 
(
!
string
.
IsNullOrEmpty
(
smtpUser
))
 
// Use authentication

        
{

            
smtp
.
UseDefaultCredentials
 
=
 
false
;

            
smtp
.
Credentials
 
=
 
new
 
NetworkCredential
(
smtpUser
,
 
smtpPassword
);

            
smtp
.
EnableSsl
 
=
 
enableSsl
;
 
// Force to use SSL

            
smtp
.
Port
 
=
 
port
;

        
}

        
else

        
{

            
smtp
.
UseDefaultCredentials
 
=
 
true
;

        
}

        
return
 
smtp
;

    
}

    
/// <summary>

    
/// Gets extended property from current context

    
/// </summary>

    
/// <param name="name">Name of the extended property</param>

    
/// <returns></returns>

    
private
 
static
 
string
 
GetExtendedProperty
(
string
 
name
)

    
{

        
using
 
(
SqlConnection
 
connection
 
=
 
new
 
SqlConnection
(
"context connection=true"
))

        
{

            
connection
.
Open
();

            
string
 
query
 
=
 
string
.
Format
(

                
@"SELECT value FROM sys.extended_properties WHERE [Name] = '{0}'"
,

                
name

                
);

            
SqlCommand
 
command
 
=
 
new
 
SqlCommand
(
query
,
 
connection
);

            
using
 
(
SqlDataReader
 
reader
 
=
 
command
.
ExecuteReader
())

            
{

                
reader
.
Read
();

                

                
return
 
reader
.
GetString
(
0
);

            
}

        
}

    
}

};

```

Aby kód mohl být spouštěn z SQL Serveru je potřeba, aby byl nejprve zkompilován. Nejjednodušší způsob je vytvořit v aplikaci Visual C# nový projekt typu Class Library.

Kód obsahuje jednu veřejnou metodu, která se jmenuje Send. Právě tato metoda bude volána z T-SQL skriptů. Metoda Send akceptuje čtyři parametry – adresu odesílatele, adresy příjemců oddělené středníkem, předmět e-mailu a text, který bude obsažený v jeho těle. V ukázce je možné odesílat e-maily pouze v prostém textu.

Nastavení SMTP serveru je uloženo v metadatech databáze, ze které je skript spuštěn. konkrétně se jedná o sekci Extended properties.

### Publikování CLR kódu
Samotné zkompilování knihovny nezpřístupní kód v SQL Serveru. Je potřeba knihovnu do SQL Serveru nahrát pomocí speciálních příkazů. Jelikož kód přistupuje i k prostředkům mimo SQL Server, je potřeba publikovat knihovnu s příznakem PERMISSION_SET = UNSAFE.

Nakonec je vytvořena T-SQL procedura, která pouze volá metodu Send z předchozí publikované knihovny. T-SQL procedura musí mít stejný počet parametrů jako má metoda Send.

Proměnná AssemblyFolderPath obsahuje cestu ke složce, kde se nachází zkompilovaná knihovna s kódem pro odesílání e-mailů.
```
-- Variables

DECLARE
 
@
AssemblyFolderPath
 
NVARCHAR
(
1000
)

SET
 
@
AssemblyFolderPath
 
=
 
N
'ASSEMBLY_FOLDER'

-- Create SqlSendMail assembly

CREATE
 
ASSEMBLY
 
[
SqlSendMail
]
 
FROM
 
@
AssemblyFolderPath
 
+
 
'SqlSendMail.dll'

WITH
 
PERMISSION_SET
 
=
 
UNSAFE

GO

-- Create sp_SendMail procedure

CREATE
 
PROCEDURE
 
[
sp_SendMail
]

   
@
from
 
[
nvarchar
](
MAX
),

   
@
to
 
[
nvarchar
](
MAX
),

   
@
subject
 
[
nvarchar
](
MAX
),

   
@
body
 
[
nvarchar
](
MAX
)

WITH
 
EXECUTE
 
AS
 
CALLER

AS

EXTERNAL
 
NAME
 
[
SqlSendMail
].[
SendMail
].[
Send
]

GO

```

Jméno knihovny se může lišit v závislosti na nastavení projektu v aplikaci Visual C#. Jméno publikovaného sestavení (assembly) v SQL Serveru nemusí být stejné jako jméno zkompilovaného souboru – v tomto případě SqlSendMail.dll.

### Testování CLR kódu
Nejprve je potřeba nastavit níže uvedené hodnoty v metadatech databáze. V SQL Server Management Studio se toto nastavení provádí pomocí záložky Extended properties ve vlastnostech databáze.
- SmtpServer – název SMTP serveru
- SmtpUser – Přihlašovací jméno
- SmtpPassword – Přihlašovací heslo
- SmtpPort – Port pro připojení k SMTP serveru
- SmtpEnableSsl – Hodnota 1 pokud má být použit protokol SSL při komunikaci s SMTP serverem

Nyní už jen stačí zavolat nově vytvořenou T-SQL proceduru.
```
EXEC
 
sp_SendMail

	
@
to
 
=
 
'receiver@domain'
,
 

	
@
subject
 
=
 
'SQL CRL test e-mail'
,
 

	
@
from
  
=
 
'sender@domain'
,

	
@
body
 
=
 
'This is a test email from SQL Server'

```

## Využití SQL CLR
Nejčastějším využitím SQL CLR jsou algoritmy pro práci s řetězci, pro tuto oblast v T-SQL neexistuje dostatečné množství zabudovaných funkcí. Dalším častým využitím jsou procedury a funkce, které obsahují pokročilé matematické operace.

Použití uživatelsky definovaných typů se v praxi moc neuchytilo, protože složité datové typy jsou velmi náročné na zpracování. Používají se spíše jednoduché úpavy stávajících
- číselných,
- časových a datumových
- a měnových

typů. Dále mohou být uživatelsky definované typy použity pro jednoduché šifrování a dešifrování dat.

Obecná rada při zvažování, zda využít klasické funkcionality T-SQL nebo sáhnout po SQL CLR je použít T-SQL, pokud je to možné. Špatné napsání SQL CLR kódů může vést k velmi rychle klesajícímu výkonu databází. Dalším problémem se může stát implementace programů na straně klienta, kde podpora CLR může být z bezpečnostních důvodů zakázána.